# 2-((3-Aminophenyl)sulfonyl)ethanol
2-[(3-Aminophenyl)sulfonyl]ethanol ist eine chemische Verbindung aus der Gruppe der substituierten Aniline und der Sulfone. Es handelt sich um eine wichtige Ausgangsverbindung zur Herstellung von Reaktivfarbstoffen.

## Synthese
Die Herstellung von 2-[(3-Aminophenyl)sulfonyl]ethanol erfolgt über ein mehrstufiges Verfahren ausgehend von Nitrobenzol. Im ersten Schritt erhält man durch eine Sulfochlorierung von Nitrobenzol mit Chlorsulfonsäure das 3-Nitrobenzolsulfonsäurechlorid. Durch Reduktion mit Natriumsulfit erhält man das 3-Nitrobenzolsulfinat, das im nächsten Schritt durch eine Ethoxylierung in 2-[(3-Nitrophenyl)sulfonyl]ethanol überführt wird. Im abschließenden Schritt erfolgt die Reduktion der Nitrogruppe, beispielsweise durch eine mit Raney-Nickel katalysierte Hydrierung.

## Verwendung
2-[(3-Aminophenyl)sulfonyl]ethanol wird großtechnisch bei der Synthese von Reaktivfarbstoffen eingesetzt.
Durch Veresterung mit Schwefelsäure ist der Schwefelsäurehalbester 2-[(3-Aminophenyl)sulfonyl]ethylhydrogensulfat zugänglich:
Dieser wird sowohl als Diazokomponente, als auch durch die Umsetzung mit Halogentriazin-Derivaten (Cyanurchlorid oder Cyanurfluorid, bzw. den entsprechenden Dichlor- oder Difluor-Verbindungen) unter Substitution des Halogens bei der Herstellung verschiedener Azofarbstoffe eingesetzt.
Beispiel: C.I. Reactive Yellow 145, ein Reaktivfarbstoff, bei dessen Synthese 2-[(3-Aminophenyl)sulfonyl]ethylhydrogensulfat mit einem Chlortriazin kondensiert wird.
Ein weiteres Beispiel ist die Herstellung des Reaktivfarbstoffs C.I. Reactive Blue 19. Hier wird 2-[(3-Aminophenyl)sulfonyl]ethanol mit Bromaminsäure in einer Jourdan-Ullmann-Reaktion umgesetzt und anschließend das Kondensationsprodukt mit Schwefelsäure verestert.